# Bolinopsidae
De Bolinopsidae zijn een familie van ribkwallen uit de klasse van de Tentaculata.

## Geslachten
- Bolinopsis L. Agassiz, 1860
- Lesueuria Milne-Edwards, 1841
- Mnemiopsis L. Agassiz, 1860